# 225321 Stevenkoenig
225321 Stevenkoenig este o planetă minoră (asteroid), cu un diametru de 3,695 km, din centura de asteroizi. A fost descoperită pe 6 decembrie 1997 la Caussols de OCA-DLR Asteroid Survey⁠(d). 
Obiectul prezintă o orbită caracterizată de o semiaxă mare de 2,4782908997524 UAi, o excentricitate de 0,21351578183266, o înclinație de 15,126044648254 ° în raport cu ecliptica.